# 砂漠の流れ者/ケーブル・ホーグのバラード
『砂漠の流れ者/ケーブル・ホーグのバラード』（The Ballad of Cable Hogue）は、1970年公開のアメリカ合衆国の映画。バイオレンスの巨匠として名高いサム・ペキンパーが、ハート・ウォーミングなタッチで描いた西部劇。ペキンパー自ら“自分のベスト・フィルム”だと語っている。

## あらすじ
西部開拓時代の末期。砂金掘りのケーブル・ホーグは、仲間のボウエンとタガートに騙されて砂漠のど真ん中に取り残される。復讐を誓いながら砂漠を彷徨うホーグは、砂嵐の中で奇跡的に水源を発見し命拾いする。そこにインチキ牧師のジョシュアが現れ、土地の権利を取得して駅馬車の中継駅を作ることを提案する。ホーグは早速町に出かけて土地の権利を取得し、駅馬車を経営するクイットナーに融資を持ちかけるが、相手にされず追い返されてしまう。怒ったホーグは銀行に向かい、頭取のカッシングに話を持ち込む。カッシングはホーグの真剣さにほだされ、彼への100ドルの融資を承諾する。ホーグは100ドルを手に入れると、町で見かけた娼婦ヒルディの元に向かうが、不意に「ジョシュアが裏切るのではないか」と不安になり、彼女を置いて出て行こうとする。ヒルディは、料金を払わずに出て行ったホーグに怒りをぶつけ、ホーグは水源に戻る。その日の夜、ホーグはジョシュアを連れて町に戻り、ヒルディに詫びを入れて一夜を共にする。
水源に戻ったホーグとジョシュアは、協力して中継駅を作り始める。水源の話が本当だと知ったクイットナーもホーグの土地の周囲を掘り始めるが、ホーグの土地以外からは水源は見付からず、観念したクイットナーはホーグと契約を結び、ホーグは正式に中継駅の経営者となった。ジョシュアは惚れ込んだ人妻に逢うために町に戻っていくが、入れ違いに町から追い出されたヒルディが現れ、ホーグは彼女と一緒に暮らすことになる。二人は互いに惹かれ合うが、それから3週間経ったころ、人妻に手を出して夫に殺されそうになったジョシュアが助けを求めてくる。ホーグはジョシュアを匿うことにするが、その日の夕食の席で、ヒルディが念願だったサンフランシスコに向かうためホーグと別れると告げる。ホーグとヒルディは最後の一夜を過ごし、彼女は翌朝サンフランシスコに旅立ち、ジョシュアも中継駅を後にする。
3年半後。やり手の経営者となっていたホーグの中継駅に、ボウエンとタガートが偶然姿を現す。二人はホーグが財産を貯め込んでいることを知ると、彼の財産を盗み出そうとするが、復讐の機会を待っていたホーグに反撃される。タガートは、3年半前のホーグが自分たちを殺せない臆病者だったと侮りホーグを殺そうとするが、ホーグに射殺される。ホーグはボウエンに自分と同じように砂漠に放り出そうとするが、彼は「裏切ったのはタガートだった」と命乞いをし、ホーグは彼を許す。ホーグは中継駅をボウエンに譲り、ヒルディを探しにサンフランシスコに向かおうとするが、そこにサンフランシスコで金持ちと結婚して裕福になったヒルディが自動車に乗って現れ、同じタイミングでジョシュアも中継駅を訪れる。ヒルディは夫が死んだことでホーグと一緒に新しい人生を送ろうと考え、ホーグも彼女を受け入れる。ホーグはヒルディと共にニューオーリンズに向かおうとするが、自動車に轢かれそうになったボウエンをかばって轢かれてしまう。重傷を負ったホーグは死を悟り、ジョシュアに自分の葬儀の説教を依頼する。ジョシュアはヒルディやボウエン、カッシング、クイットナーたちが参列する中でホーグへの説教を行い、ホーグの埋葬を見届けた参列者たちは中継駅を去っていく。

## キャスト
※括弧内は日本語吹替（初回放送1976年2月29日『日曜洋画劇場』）
- ケーブル・ホーグ - ジェイソン・ロバーズ（川合伸旺）
- ヒルディ - ステラ・スティーヴンス（小原乃梨子）
- ジョシュア - デビッド・ワーナー（米倉斉加年）
- ボウエン - ストローザー・マーティン
- タガート - L・Q・ジョーンズ
- ベン・フェアチャイルド - スリム・ピケンズ
- ウェッブ・シーリー - マックス・エヴァンス
- カッシング - ピーター・ホイットニー
- クイットナー - R・G・アームストロング（上田敏也）

## タイトル
日本公開タイトルは以下の3種類がある。
- 砂漠の流れ者（1970年初公開タイトル）
- ケーブル・ホーグのバラード〜砂漠の流れ者〜（1991年リバイバル公開タイトル。「砂漠の流れ者」はサブタイトル扱い）
- 砂漠の流れ者/ケーブル・ホーグのバラード（2006年DVDタイトル。原題と邦題を併記）